# Century Toys
『Century Toys』（センチュリー　トイズ）は、PEARLのアルバム。

## 概要
大橋勇（ギター）脱退後、3人体制になったPEARLによる3枚目のアルバムである。
サポートメンバーは、粟田幸嗣（ギター）。

## 収録曲
- 作詞：SHŌ-TA
- 作曲：SHŌ-TA

1. プロローグ
2. Back To The Roots
3. Beat Shot Night & Day
4. A Day Dream −夢の続き−
5. Big Apple
6. ボトムライン
7. センチュリー・トイズ
8. １・９・９・０
9. Peace Planning Show
10. 被害妄想のスターダム
11. 雨音

制作者の意図により、11曲目の音は小さく録音されている